# Еріка Вальдес
Еріка Вальдес (ісп. Erika Valdés; нар. 20 липня 1983) — колишня мексиканська тенісистка.
Найвищу одиночну позицію світового рейтингу — 402 місце досягла 8 жовтня 2001, парну — 374 місце — 27 серпня 2001 року.
Здобула 2 одиночні та 1 парний титул.

## Фінали ITF

### Одиночний розряд: 3 (1–2)
| Результат | Дата           | Турнір                          | Покриття   | Суперниця      | Рахунок          |
| --------- | -------------- | ------------------------------- | ---------- | -------------- | ---------------- |
| Перемога  | 27 серпня 2000 | Толука-де-Лердо, Мексика        | Ґрунт      | Ольга Калюжная | 6–4, 4–6, 7–6    |
| Перемога  | 19 серпня 2001 | Сан-Луїс-Потосі (штат), Мексика | Тверде (O) | Ендрія Нейтан  | 7–6(5), 0–6, 6–4 |

### Парний розряд: 3 (0–3)
| Результат | Дата           | Турнір                          | Покриття   | Партнерка                | Суперниці                        | Рахунок  |
| --------- | -------------- | ------------------------------- | ---------- | ------------------------ | -------------------------------- | -------- |
| Поразка   | 14 серпня 2000 | Куернавака, Мексика             | Ґрунт      | Мелісса Торрес Сандоваль | Стефані Мейбрі Мішелл Саммерсайд | 2–6, 3–6 |
| Поразка   | 21 серпня 2000 | Толука-де-Лердо, Мексика        | Ґрунт      | Мелісса Торрес Сандоваль | Крісті Блумберґ Енн Плессінґер   | W/O      |
| Перемога  | 19 серпня 2001 | Сан-Луїс-Потосі (штат), Мексика | Тверде (O) | Ендрія Нейтан            | Alejandra Guerra Laila Shetty    | 6–0, 6–4 |